# Czarnoch
Czarnoch (německy Schwarzer Berg) je hora v hraničním hřebeni Javořích hor, severovýchodně od vesnice Janovičky. Vrchol hory se nachází na hranici mez ČR a Polskem, ale leží už těsně za hranicí v Polsku. Hora dosahuje nadmořské výšky 733 m, někdy se udávají i výšky 718 a 725 m, což jsou asi výšky dosažené na české straně.

## Hydrologie
Hora náleží do povodí Odry. Vody odvádějí přítoky Stěnavy, např. Svinský potok, severovýchodní polské svahy odvodňují přítoky potoka Otłuczyna, což je přítok řeky Bystrzyca.

## Vegetace
Hora je převážně zalesněná, jen místy najdeme menší paseky. Většinou se jedná o smrkové monokultury, ale dochovaly se i plochy lesů smíšených nebo listnatých. Potenciální přirozenou vegetací jsou na většině míst hory horské bučiny, tedy bučiny s výskytem určitého množství přirozeného smrku ztepilého.

## Ochrana přírody
Česká část hory leží v CHKO Broumovsko